# Yim Tin Tsai (Sai Kung)
La Isla Yim Tin Tsai (en chino: 鹽田仔: literalmente "Pequeño campo de sal") es una pequeña isla en Sai Kung, en la Región administrativa especial de Hong Kong parte de la República Popular de China. No hay ninguna población permanente en la isla.
La isla tiene una superficie de 0,24 km². Se encuentra en el Puerto Shelter, que está localizado al sur de la Península de Sai Kung y al este de la parte continental de Sai Kung. Se conecta por un rompeolas en su parte sur a la más grande isla de Kau Sai Chau.
Las islas más pequeñas de Shek Chau y Kwun Cham Wan se encuentran en la costa de Yim Tin Tsai, en el noroeste y suroeste, respectivamente.